# Джхабуа (округ)
Джхабуа (хинди झाबुआ जिला; англ. Jhabua) — округ в индийском штате Мадхья-Прадеш. Административный центр — город Джхабуа. Площадь округа — 3782 км². По данным всеиндийской переписи 2001 года население округа составляло 784 286 человек. Уровень грамотности взрослого населения составлял 36,9 %, что значительно ниже среднеиндийского уровня (59,5 %). Доля городского населения составляла 8,7 %. В мае 2008 года из части территории округа Джхабуа был создан самостоятельный округ Алираджпур.